# Прунешть
Прунешть, Прунешті (рум. Prunești) — село у повіті Горж в Румунії. Входить до складу комуни Албень.
Село розташоване на відстані 204 км на захід від Бухареста, 28 км на схід від Тиргу-Жіу, 78 км на північ від Крайови.

## Населення
За даними перепису населення 2002 року у селі проживали 222 особи, усі — румуни. Усі жителі села рідною мовою назвали румунську.